# Lasse Schöne
Lasse Schöne (Glostrup, 1986. május 27. –) dán válogatott labdarúgó, a NEC Nijmegen játékosa.

## Pályafutása

### Klubcsapatban
Az SC Heerenveen csapatánál nevelkedett, 2007-ben a De Graafschap csapatához igazolt. Itt mutatkozott ba az élvonalba egy Ajax elleni 8-1-es vereséggel 2007 nyarán. A 2007-2008-as szezonban 7 gólja mellett 6 gólpasszt is adott. 2008-ban a NEC Nijmegen csapata leigazolta 360000€-ért. Új csapatában 125 meccsen 33 gólt szerzett és adott 23 gólpasszt. 2012-ben az AFC Ajax csapatához igazolt.

### A válogatottban
24 mérkőzésen három gólt szerzett a válogatottban, Izland és Chile ellen, és Magyarország ellen. Részt vett a 2012-es EB-én.

## Sikerei, díjai
De Graafschap
- Eerste Divisie (1): 2006-07

AFC Ajax
- Eredivisie (3): 2012-13, 2013-14, 2018-19
- Holland kupa (1): 2018-19
- Johan Cruijff Shield (2): 2013, 2019